# Държавно устройство на Сао Томе и Принсипи
Сао Томе и Принсипи е полупрезидентска република.

## Законодателна власт
Законодателен орган в Сао Томе и Принсипи е еднокамарен парламент (Народно събрание), съставено от 55 народни представители, избирани пропорционално на всеки 4 години.